# 히코산촌
히코산촌(彦山村)은 후쿠오카현 다가와군에 있던 촌이다. 현재의 소에다정 일부에 해당한다.